# سيدي الصديق بن أعراب الإيراثني
سيدي الصديق الحسين بن أعراب الإيراثني هو رجل دين جزائري من منطقة القبائل في ولاية تيزي وزو ضمن الجزائر.

## الميلاد
وُلدَ «سيدي الصديق بن أعراب الإيراثني» المدعو «الحسين» في قرية «إسحنونن» بعرش آيث إيراثن في منطقة القبائل ضمن ولاية تيزي وزو.

## النشأة
نشأ «سيدي الصديق الحسين بن أعراب الإيراثني» في أعالي جبال جرجرة أين تتلمذ على شيوخ زواياها في شتى علوم المرجعية الدينية الجزائرية.
وكانت المنطقة الشرقية من ولاية الجزائر الحالية آنذاك بمثابة حاضنة علمية سنية مالكية شهدت ظهور زواويين آخرين، منهم سابقيه سيدي عبد الرحمان الثعالبي وسيدي بوسحاقي الزواوي ومعاصره سيدي أمحمد بن عبد الرحمان بوقبرين.

## الأزهر الشريف
توجه «سيدي الصديق الحسين بن أعراب الإيراثني» للدراسة في الأزهر الشريف حيث أمضى عدة سنوات حتى تحصل على الإجازات العديدة في مختلف العلوم.[بحاجة لمصدر]
وكانت نجابته بادية حتى جعلته يقفل راجعا إلى جرجرة لنشر العلم والحكمة بين سكانها.

## زاوية الأربعاء نايث إيراثن

منطقة الزواوة

قام العالم الجليل «سيدي الصديق الحسين بن أعراب الإيراثني» بعد عودته من الأزهر الشريف بتأسيس زاوية تعليم قرآني في منطقة الأربعاء نايث إيراثن قرب وادي سيباو.
وكانت زاوية الأربعاء نايث إيراثن تهدف للتربية والتعليم بموقع في أعالي بلدية الأربعاء نايث إيراثن في جبال جرجرة.
فتتلمذ على يديه سيدي أمحمد بن عبد الرحمان بوقبرين قبل توجهه بدوره للدراسة في الأزهر الشريف بعد أدائه مناسك الحج.
وكانت هذه الزاوية بمثابة منارة استضاء بها أهل منطقة وادي سيباو في منطقة القبائل لقرون.

## ذريته
رُزق «سيدي الصديق الحسين بن أعراب الإيراثني» بالعديد من الأولاد والأحفاد بعدما تزوج في منطقة عرش آيث إيراثن.
وكان من أحفاده علماء معروفون بالتقوى والورع.
وقد ساهم العديد من عَقِبِهِ في مقاومة الاحتلال الفرنسي بعد 1830م.

## وفاته
كانت وفاة «سيدي الصديق الحسين بن أعراب الإيراثني» بعد عمر طويل من التعليم والتربية والإصلاح بين الناس في بلاد الزواوة.
وقد تم دفنه في منطقة الأربعاء نايث إيراثن في سفح جبال جرجرة ضمن ولاية تيزي وزو.

## مواضيع ذات صلة
- قائمة أعلام الجزائريين
- زاوية الأربعاء نايث إيراثن
- زاوية سيدي داود
- زاوية أولاد بومرداس
- أمازيغ
- زواوة
- منطقة القبائل
- سيدي بوسحاقي
- سيدي عبد الرحمان الثعالبي
- مسجد سيدي إبراهيم البحري
- سيدي أمحمد بن عبد الرحمان بوقبرين